# Creu d'en Palleta
La creu d'en Palleta, també coneguda com a creu d'en Noreta o la creu de s'hort d'En Xeli, és una creu de terme situada al carrer de Santanyí, al nucli urbà de Campos, Mallorca. Fou enderrocada l'any 1879, i restaurada entre aquest any i el 1880 per l'escultor Joaquim Crespí. Ha sigut derruïda almenys en dues ocasions. És construïda de marès amb paredat en verd. Té la base octogonal de cinc graons. El fust és de secció octogonal, de base quadrada, amb anells a l'extrem superior. El capitell, també de secció octogonal, té sis figures (sant Sebastià, sant Pau apòstol, sant Llorenç i altres tres sense identificar), un escut de Campos i un altre escut molt erosionat. La creu és llatina de braços rectes amb terminacions en formes flordelisades i arcs entre els braços. A l'anvers hi ha representat Crist crucificat i presenta incisions en forma de flor de lis als extrems dels braços.